# Колодезная (Липецкая область)
Колодезная — деревня в Задонском районе Липецкой области России. Входит в состав Болховского сельсовета.

## Географическое положение
Деревня расположена на Среднерусской возвышенности, в южной части Липецкой области, в центральной части Задонского района, на правом (западном) берегу реки Дон. Расстояние до районного центра (города Задонска) — 3,5 км. Абсолютная высота — 152 метра над уровнем моря. Ближайшие населённые пункты — село Болховское, деревня Миролюбовка, деревня Студёновка, деревня Апухтино, деревня Малое Панарино и село Тюнино. К югу от деревни проходит автотрасса федерального значения М4 «Дон».

## Население
| 2010 |
| ---- |
| 213  |

По данным Всероссийской переписи, в 2010 году численность населения деревни составляла 213 человек (92 мужчины и 121 женщина). Количество личных подсобных хозяйств — 98.

## Улицы
Уличная сеть деревни состоит из 10 улиц.

## Известные уроженцы
- Юфа, Тамара Григорьевна (1937—2022) — советский и российский художник, заслуженный художник Российской Федерации (1999).